# Earl Scruggs
Earl Eugene Scruggs, semplicemente conosciuto come Earl Scruggs (Shelby, 6 gennaio 1924 – Nashville, 28 marzo 2012), è stato un suonatore di banjo, chitarrista e compositore statunitense.

## Biografia
Suonatore di banjo e chitarra (iniziò a soli cinque anni, arrangiando il tradizionale Lonesome Ruben) e dotato di un particolare stile - poi definito all'interno del bluegrass Scruggs Style - è nato da Georgia Lula Ruppe e George Elam Scruggs in un sobborgo di Flint Hill, presso Shelby, nella Carolina del Nord. È considerato una leggenda della musica bluegrass e country (the king of the banjo è uno dei tanti soprannomi che gli sono stati assegnati da fan e stampa specializzata) ed è in attività dai primissimi anni 1930, anni nei quali si fa strada tra le band della sua regione, tra le quali i Morris Brothers e i Lost John Miller's Moutnaineers.
La consacrazione avviene nel 1946, anno in cui si unì al gruppo musicale di Bill Monroe, i Blue Grass Boys. Monroe apprezzò di lui il particolare stile adottato, definito three-finger style, in grado di garantire un determinato ritmo sincopato alla musica eseguita. Questo stile trova le sue origini nella Carolina del Nord ed è opera di banjoisti quali Snuffy Jenkins e Smith Hammeth. Questi musicisti furono le principali influenze del giovane Earl. Nel 1948, Scruggs e il chitarrista Lester Flatt lasciarono il gruppo di Monroe per fondare un proprio gruppo chiamato Lester Flatt, Earl Scruggs and the Foggy Mountain Boys (o, più semplicemente, The Foggy Mountain Boys).
Una ventina di anni dopo, nel 1969, il sodalizio artistico si ruppe e quest'ultimo proseguì la sua attività con un nuovo complesso musicale, la Earl Scruggs Revue, nel cui organico furono assimilati i suoi figli Randy e Gary. Poco prima di sciogliere il gruppo dei Foggy Mountain Boys, Flatt e Scruggs vinsero un Grammy Award per il brano strumentale composto da Scruggs Foggy Mountain Breakdown. La riedizione in cover di questo brano vedeva impegnati noti artisti fra cui l'attore Steve Martin come secondo banjo solista. Il brano era inserito dell'album del 2001 Earl Scruggs and Friends, alla cui realizzazione avevano contribuito, come guest star, artisti come Elton John, Sting, Johnny Cash, Don Henley, Travis Tritt, e con la partecipazione dell'attore Billy Bob Thornton.
Nel 1991 lo stesso Scruggs ha avuto il privilegio di inaugurare l'International Bluegrass Music Hall of Honor, mentre il 13 febbraio 2003 il suo nome è stato inserito nella Hollywood Walk of Fame. Nello stesso anno, il nome di Scruggs compariva - assieme a quello di Lester Flatt - al ventiquattresimo posto nel ranking CMT, la speciale chart delle quaranta più importanti personalità della musica country. Il 13 settembre 2006 Scruggs è stato al centro di una festa tenutasi in onore della sua lunga carriera artistica al Turner Field, lo stadio di Atlanta, nel pre-partita di un incontro degli Atlanta Braves. Earl Scruggs è morto il 28 marzo 2012 all'età di 88 anni in un ospedale di Nashville.

## Vita privata
Scruggs è stato sposato con Louise Certain, da cui ha avuto numerosi figli e che gli ha fatto da manager fino alla sua morte avvenuta il 2 febbraio 2006.

## Discografia
- Where Lillies Bloom
- Nashville Rock
- Foggy Mountain Jamboree (Sony, 1957)
- Changin' Times (1969)
- Nashville Airplane (1970)
- I Saw the Light with Some Help from My Friends (Sony, 1972)
- Earl Scruggs: His Family and Friends (1972)
- Live at Kansas State (1972)
- Rockin' 'Cross the Country (1973)
- Dueling Banjos (CBS, 1973)
- The Earl Scruggs Revue (1973)
- Anniversary Special (1975)
- The Earl Scruggs Revue 2 (1976)
- Family Portrait (1976)
- Live from Austin City Limits (1977)
- Strike Anywhere (1977)
- Bold & New (1978)
- Today & Forever (1979)
- The Story Teller & the Banjo Man (CBS, 1982)
- Flatt & Scruggs (1982)
- Top of the World (1983)
- Superjammin' (1984)
- Artist's Choice: The Best Tracks (1970-1980) (Edsel - (UK), 1998)
- Earl Scruggs and Friends (MCA Nashville, 2001)
- Classic Bluegrass Live: 1959-1966 (Vanguard, 2002)
- Three Pickers (Rounder Records, 2003)
- The Essential Earl Scruggs (Legacy Recordings, 2004)